# 木塚村
木塚村（きづかむら）は、高知県吾川郡にあった村。現在の高知市春野町西分・春野町芳原にあたる。

## 地理
- 山岳：柏尾山、烏帽子山
- 河川：新川川

## 歴史
- 1889年（明治22年）4月1日 - 町村制の施行により、西分村・芳原村の区域をもって発足。
- 1893年（明治26年）11月20日 - 分割し、大字西分に西分村、大字芳原に芳原村が発足。同日木塚村廃止。